# ラップタック県

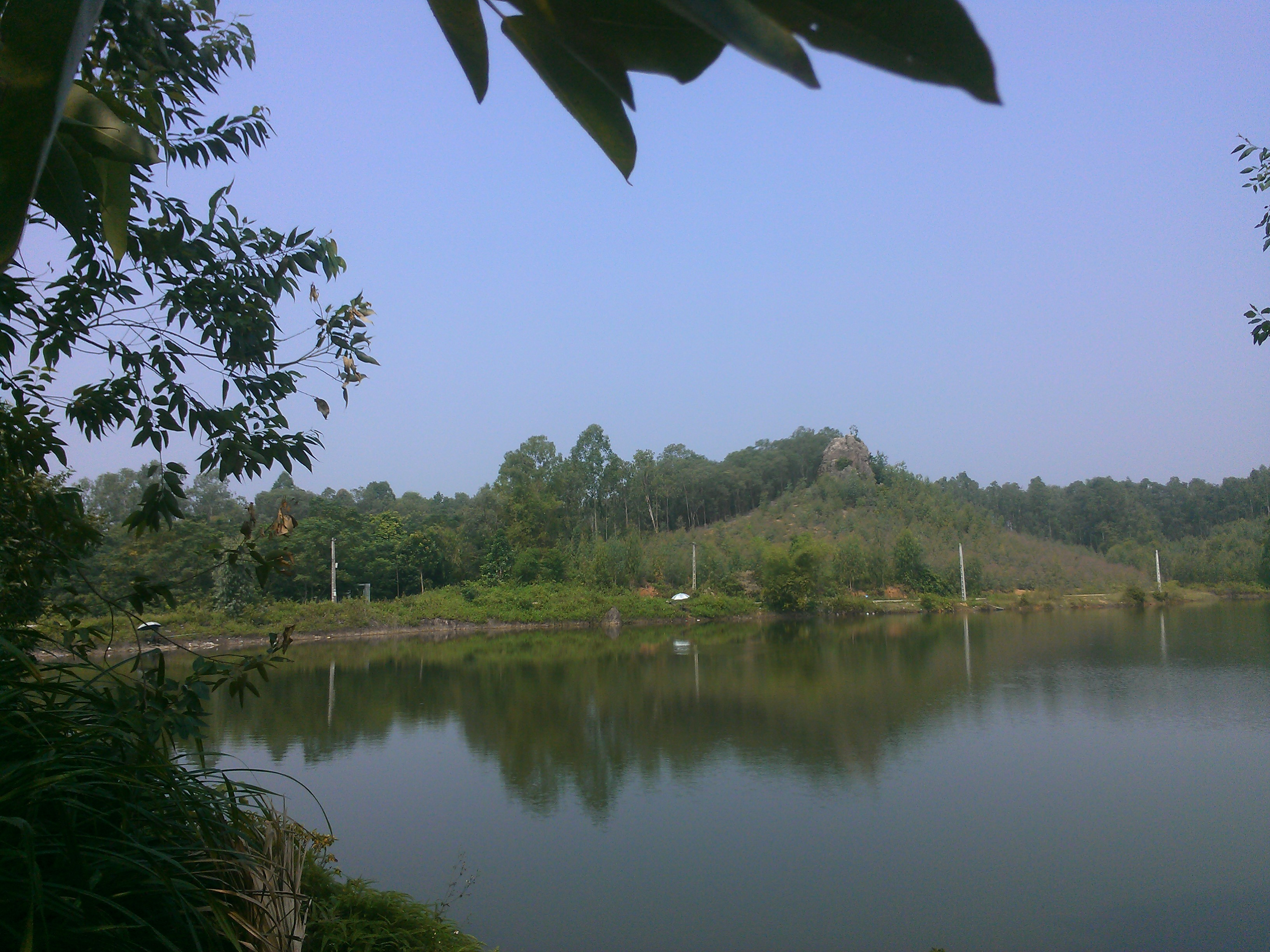

ラップタック県（ラップタックけん、ベトナム語：Huyện Lập Thạch / 縣立石?）は、ベトナム社会主義共和国ヴィンフック省の県である。面積は173.10km²、人口は127,575人（2018年）である。